# Parlamentswahl in Marokko 2011

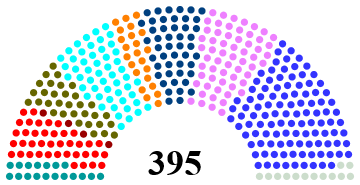
Partei für Gerechtigkeit und Entwicklung (107 Sitze)
Istiqlal (60 Sitze)
Nationale Sammlung der Unabhängigen (52 Sitze)
Authentizitäts- und Modernitätspartei (47 Sitze)
Sozialistische Union der Volkskräfte (39 Sitze)
Volksbewegung (32 Sitze)
Union constitutionnelle (UC) (23 Sitze)
Partei des Fortschritts und des Sozialismus (18 Sitze)
Arbeitspartei (4 Sitze)
Sonstige (13 Sitze)

Am 25. November 2011 fand die erste Parlamentswahl in Marokko nach einer Verfassungsänderung unter dem Eindruck des Arabischen Frühlings statt.

## Vorgeschichte
Die vorige Parlamentswahl fand im September 2007 statt. Sie galt als geordnet und transparent, allerdings lag die Wahlbeteiligung aufgrund des komplizierten Wahlsystems bei nur 37 %. Nach der Wahl bildeten fünf Parteien gemeinsam eine Koalitionsregierung, Abbas El Fassi, der Vorsitzende der stärksten Partei Istiqlal, wurde vom marokkanischen König zum neuen Premierminister ernannt.
Unter dem Eindruck der Revolutionen in Tunesien und Ägypten demonstrierten am 20. Februar 2011 unter dem Titel „Tag der Würde“ tausende Marokkaner für politische Reformen und mehr Demokratie. Dabei kam es in einigen Landesteilen zu gewaltsamen Ausschreitungen und Todesopfern.
Als Reaktion auf die Unruhen kündigte König Mohammed VI. politische Reformen an und stellte am 17. Juni 2011 Details einer Verfassungsreform vor, die am 1. Juli 2011 in einem Referendum nach offiziellen Angaben durch 98 Prozent der Abstimmenden bestätigt wurde. Gemäß der Reform gab der König einen Teil seiner bisherigen Rechte an das Parlament und den Premierminister ab. Er wurde außerdem verpflichtet, den Regierungschef aus der Partei mit den meisten Parlamentssitzen auszuwählen. Zudem sieht die neue Verfassung eine Gleichberechtigung der Berbersprache Marokkanisches Tamazight mit dem Arabischen und eine deutlichere Trennung von Judikative und Exekutive vor. Der König bleibt trotz einiger Zugeständnisse auf diesen Gebieten auch nach der Reform oberste militärische und religiöse Autorität.
Um die Reformen zügig umsetzen zu können, wurde die Parlamentswahl um etwa zehn Monate auf den 25. November 2011 vorverlegt. Mehrere Oppositionsgruppen halten die Reform für rein kosmetische Änderungen und fordern eine parlamentarische Monarchie.

## Wahl
In der Wahl wurden insgesamt 395 Parlamentssitze vergeben, davon 305 Sitze über Parteilisten in 92 Wahlbezirken. Die weiteren 90 Sitze werden über eine sogenannte „nationale Liste“ gewählt; davon sind 60 Sitze für Frauen und 30 Sitze für junge Abgeordnete unter 40 Jahren reserviert.
Insgesamt traten zur Wahl 31 Parteien an. Als Favoriten für die Parlamentswahl galten die gemäßigt islamistische Partei für Gerechtigkeit und Entwicklung, frz. Parti de la justice et du développement (PJD), sowie die konservative Partei Istiqlal und das Parteienbündnis Koalition für Demokratie. In diesem hatten sich acht Partei zusammengeschlossen, darunter die bisherigen Regierungsparteien Volkbewegung und RNI.

### Wahlergebnis
Die Wahlbeteiligung lag trotz Boykottaufrufen einiger Oppositionsgruppen bei etwa 45 % und war damit deutlich höher als bei der letzten Wahl. Dieser Prozentsatz bezieht sich allerdings lediglich auf die Zahl der registrierten Wähler, die trotz Bevölkerungswachstums mit rund 13,5 Millionen geringer war als 2007 (ca. 15 Millionen). Die wahlberechtigte Bevölkerung insgesamt beträgt rund 21 Millionen.
| Partei | Partei                                            | Ausprägung                                          | Führender Kopf                                      | Resultate 2007                                  | Resultate 2011                     |
| ------ | ------------------------------------------------- | --------------------------------------------------- | --------------------------------------------------- | ----------------------------------------------- | ---------------------------------- |
|        | Partei für Gerechtigkeit und Entwicklung (PJD)    | Konservatismus, Islamismus, Wirtschaftsliberalismus | Abdelillah Benkirane (neu ernannter Regierungschef) | 10,9 % der Stimmen 46 Abgeordnete               | 22,8 % der Stimmen 107 Abgeordnete |
|        | Istiqlal oder „Partei der Unabhängigkeit“         | Konservatismus, Nationalismus                       | Abbas El Fassi (ehemaliger Ministerpräsident)       | 10,7 % der Stimmen 52 Abgeordnete               | 11,9 % der Stimmen 60 Abgeordnete  |
|        | Nationaler Zusammenschluss der Unabhängigen (RNI) | Liberalismus, Mitte-rechts                          | Salaheddine Mezouar                                 | 9,7 % der Stimmen 39 Abgeordnete                | 11,3 % der Stimmen 52 Abgeordnete  |
|        | Authentizitäts- und Modernitätspartei             | unbestimmt, vom König favorisiert                   | Mohamed Cheikh Biadillah                            | 2008 gegründet 21 % bei den Kommunalwahlen 2009 | 11,1 % der Stimmen 47 Abgeordnete  |
|        | Sozialistische Union der Volkskräfte              | Sozialdemokratie                                    | Abdelwahed Radi                                     | 8,9 % der Stimmen 38 Abgeordnete                | 8,6 % der Stimmen 39 Abgeordnete   |
|        | Volksbewegung                                     | Royalismus, Vertretung des ländlichen Raums         | Mohand Laenser                                      | 9,3 % der Stimmen 41 Abgeordnete                | 7,5 % der Stimmen 32 Abgeordnete   |
|        | Konstitutionelle Union (UC)                       | Royalismus, Konservatismus, Wirtschaftsliberalismus | Mohamed Abied                                       | 7,3 % der Stimmen 27 Abgeordnete                | 5,8 % der Stimmen 23 Abgeordnete   |
|        | Partei des Fortschritts und des Sozialismus (PPS) | Sozialismus                                         | Mohamed Nabil Benabdallah                           | 5,4 % der Stimmen 17 Abgeordnete                | 5,7 % der Stimmen 18 Abgeordnete   |

Die restlichen 17 Sitze verteilen sich auf zehn weitere Parteien.

## Regierungsbildung
Am 29. November ernannte König Mohammed VI. den PJD-Generalsekretär Abdelillah Benkirane zum neuen Ministerpräsidenten (offiziell: Chef du Gouvernement) Marokkos. Benkirane bildete darauf eine Regierungskoalition aus PJD, Istiqlal, PPS sowie der Volksbewegung (MP).